# Ziziphine
La ziziphine, est un hétéroside triterpénique qui a la propriété de diminuer la perception de la saveur sucrée chez l’homme.

## Source
La ziziphine a été isolé à partir des feuilles du Ziziphus jujuba (Rhamnaceae), parmi d’autres hétérosides.

## Chimie
La ziziphine est un hétéroside composé de glucide du type rhamnose et arabinose. Sa formule chimique est C51H80O18 et son numéro cas 73667-51-3.

### Inhibition du goût sucré
La ziziphine est l’hétéroside tiré de cette plante qui est le plus puissant pour masquer la saveur sucré, cependant elle est moins active que l’acide gymnémique I, de plus son action est plus courte.
Comme l’acide gymnémique, elle masque la saveur sucrée de la plupart des glucides (glucose, fructose), des édulcorants de masse et intenses (stéviosides, saccharine et aspartame) et des acides aminés (glycine), sans affecter les autres saveurs : amère, acide et salée.